# Lars Kaufmann
Lars Kaufmann (født 25. februar 1982 i Görlitz) er en tysk håndboldspiller, der spiller for den tyske Bundesligaklub Frisch Auf Göppingen. Til sommer 2011 skifter han til SG Flensburg-Handewitt.

## Klubhold
- 1. SV Concordia Delitzsch (1999–2005)
- HSG Wetzlar (2005–2007)
- TBV Lemgo (2007–2009)
- Frisch Auf Göppingen (2009–2011)
- SG Flensburg-Handewitt (2011–)

## Landshold
Hens debuterede på det tyske landshold i 2007, og har siden spillet 45 landskampe og scoret 65 mål. Han var blandt andet med til at vinde VM-guld i 2007 på hjemmebane i Tyskland. 